# Axiomathes
Global Philosophy (ehemals Axiomathes) ist eine Fachzeitschrift für Philosophie und Mathematik mit Peer-Review, die sechsmal jährlich bei Springer Nature erscheint und Beiträge in Englisch veröffentlicht. Der Fokus liegt auf originellen Ideen, Perspektiven und Methoden in Wissenschaft, Mathematik und Philosophie.